# Przestrzeń hydrogeologiczna
Przestrzeń hydrogeologiczna to zespół pustek w obrębie ośrodka hydrogeologicznego, w szerokim znaczeniu także pory. W pustkach tych może gromadzić się lub przepływać nimi woda podziemna.

## Klasyfikacja pustek
Klasyfikacja pustek następuje według kryteriów geometrycznych. Podstawowym jest tu rozmiar pustki prostopadły do kierunku przepływu. Rozróżnia się:
- pory międzyziarnowe
- szczeliny
- kawerny
- kanały

## Typy przestrzeni

### Przestrzeń hydrogeologiczna porowa
Jest to zbiór wszystkich pustek znajdujących się we fragmencie skały o wielkości kilkudziesięciu cm³ bez względu na genezę pochodzenia.

### Przestrzeń hydrogeologiczna szczelinowa
Jest zbiorem oddzielności międzyławicowych oraz szczelin mieszczących się w masywie skalnym. Do tego typu przestrzeni nie zaliczają się szczeliny i oddzielności wchodzące w skład przestrzeni porowej czyli mikroszczeliny.

### Przestrzeń hydrogeologiczna kawernowa
Jest to zbór kawern i kanałów.

## Charakterystyka
Przestrzenie charakteryzuje się następującymi wielkościami fizycznymi:
- objętość jednostkowa (w tym przypadku porowatość)
- odsączalność
- przepuszczalność